# フェリックス・ヌメチャ
フェリックス・カルー・ヌメチャ（英語: Felix Kalu Nmecha、2000年10月10日 - ）は、ドイツ・ハンブルク出身のサッカー選手。ブンデスリーガ・ボルシア・ドルトムント所属。ポジションはMF。

## クラブ歴
2019年1月23日に行われたEFLカップ準決勝第2試合のバートン・アルビオンFC戦で67分にオレクサンドル・ジンチェンコと交代で出場しトップチームデビュー。同年3月19日にU18プレミアリーグカップの決勝で決勝点を決めた。
2020年11月3日に行われたUEFAチャンピオンズリーグ 2020-21 グループリーグ第3節のオリンピアコスFC戦でケヴィン・デ・ブライネと交代で途中出場し、UEFA主催試合初出場。
2021年7月21日、VfLヴォルフスブルクにフリー移籍で加入し、3年契約を結んだ。数日前にVfLヴォルフスブルクに移籍した兄のルーカス・ヌメチャと再び同じチームでプレーすることになった。
2023年7月3日、移籍金3000万ユーロでボルシア・ドルトムントへ移籍し、5年契約を交わした。

## 代表歴
イングランドとドイツとナイジェリアの代表として出場する権利がある。アンダー代表としてはドイツとイングランドの代表として出場を重ねている。
2023年3月17日、彼はペルー代表およびベルギー代表との親善試合に向けて、初めてドイツ代表に正式招集された。

## 私生活
ナイジェリア人とドイツ人の両親の下でドイツ・ハンブルクに生まれた。その後イングランドに移住した。兄のルーカス・ヌメチャもサッカー選手。